# دانشگاه گومل
دانشگاه گومل (انگلیسی: Gomal University) یک دانشگاه تحقیقاتی دولتی واقع در دیره اسماعیل‌خان، خیبر پختونخوا، پاکستان است. این دانشگاه که در سال ۱۹۷۴ تأسیس شده است، یکی از قدیمی‌ترین مؤسسات کشور است و یکی از بزرگ‌ترین زمین دانشکده در ایالت خیبر پختونخوا را اشغال می‌کند.
دانشگاه گومل یکی از دانشگاه‌های معتبر پاکستان است که طیف گسترده‌ای از رشته‌ها را در مقاطع کارشناسی، کارشناسی ارشد و دکترا در کنار برنامه‌های مدرک تحقیقاتی در اکثر بخش‌ها ارائه می‌دهد. این دانشگاه شامل چهار دانشکده علوم بود که تأکید زیادی بر دروس طبیعی و علوم پزشکی داشت. دانشگاه گومل وابسته به کمیسیون آموزش عالی و خدمات آزمون ملی است.
این دانشگاه توسط نخست‌وزیر ذوالفقار علی بوتو تأسیس شد و این کمک مالی از جانب نواب الله نواز خان، که منطقه وسیعی از زمین خود را به تأسیس دانشگاه اهدا کرد، پرداخت شد. نواب الله نواز خان صدوزایی نیز در سال ۱۹۷۴ معاون اول دانشگاه گومل بود.
معاون فعلی دانشگاه دکتر افتخار احمد است.

## تاریخچه
دانشگاه گومل به عنوان یک دانشگاه رسمی و مختلط تأسیس شد. این دانشگاه دوازدهمین دانشگاه قدیمی از نظر فهرست‌های ارشد HEC است. این دانشگاه توسط نخست‌وزیر ذوالفقار علی بوتو تأسیس شد که دانشگاه گومل را در دیره اسماعیل‌خان، ایالت خیبر پختونخوا تأسیس کرد.
نخست‌وزیر بوتو در ۱ مه ۱۰۷۴ سنگ بنای دانشگاه گومل را گذاشت و سیاست آموزشی خود را در مورد پاکستان با تحصیلات عالی برای مقابله با چالش‌های دنیای مدرن در همه جنبه‌های زندگی مطرح کرد. قابل ذکر است که این کمک‌ها و زمین توسط نواب الله نواز خان که به عنوان معاون اول و مؤسس دانشگاه خدمت می‌کرد، ارائه شد. نوازخان ۱۱۰۰۰ کنال زمین کشاورزی را برای تأسیس دانشگاه اهدا کرد.
قانون شماره X در سال ۱۹۷۴ تأسیس دانشگاه را به عنوان یک دانشگاه تحقیقاتی دولتی طبقه‌بندی وزارت آموزش و پرورش ارائه می‌کند. دانشکده‌های فیزیک، ریاضی، شیمی و اقتصاد در سال ۱۹۷۴ تأسیس شدند. مدرسه کسب‌وکار و مدرسه ارتباطات جمعی نیز در سال ۱۹۷۴ تأسیس شدند. در سال ۱۹۷۵، گروه داروسازی کلاس‌های خود را آغاز کرد. دانشکده کشاورزی تأسیس شد و در دیماه ۱۹۷۹ کلاس‌های خود را آغاز کرد.

## دانشگاهیان

### مؤسسه مهندسی و فناوری
مؤسسه مهندسی و فناوری دانشگاه گومل مدرک لیسانس علوم را در رشته‌های مهندسی سیستم‌های تله، الکترونیک و مخابرات و همچنین مدرک کارشناسی ارشد علوم در شبکه‌های مخابراتی را اعطا می‌کند. دانشگاه گومل همچنین مدرک کارشناسی حقوق و مدرک لیسانس را در رشته‌های زیر اعطا می‌کند:
- کارشناسی علوم

- علوم رایانه
- فناوری اطلاعات
- مهندسی الکترونیک
- مهندسی مخابرات
- زیست‌فناوری

در سال ۲۰۰۳، عبدالقدیر خان در ساخت سالنی که به نام او نامگذاری شد به دانشگاه کمک مالی کرد.

### دانشکده حقوق دانشگاه گومل
دانشکده حقوق یکی از دانشکده‌های تشکیل دهنده دانشگاه گومل است که به ارتقای آموزش حقوقی اختصاص دارد. کالج حقوق مدرک کارشناسی حقوق را اعطا می‌کند و از ۱۱ عضو هیئت علمی ثبت نام شده در کالج حقوق تشکیل شده است.

### دانشکده علوم دامپزشکی گومل
دانشکده علوم دامپزشکی گومل به عنوان مؤسسه دامپروری و علوم دامپزشکی تأسیس شد. این کالج درجات آکادمیک کارشناسی ارشد فلسفه و دکترای دامپزشکی را اعطا می‌کند. این دانشکده زیر نظر وزارت کشاورزی و دامپروری مواد غذایی می‌باشد.

### مدارس و گروه‌های تحصیلات تکمیلی
این دانشگاه برنامه‌های کارشناسی ارشد در فیزیک، شیمی، ریاضیات، اقتصاد و علوم زیستی ارائه می‌دهد. تحقیقات در مورد فیزیک در سال ۱۹۷۴ پس از استقلال بخش فیزیک از دانشگاه پیشاور آغاز شد. پیش از این، بخش فیزیک در سال ۱۹۶۸ در کالج دولتی پس از فارغ‌التحصیلی (GPGC) زیر نظر دانشگاه پیشاور تأسیس شد و در سال ۱۹۷۴ به دانشگاه گومل منتقل شد. در همان زمان، دانشمند عبدالقدیر خان به دانشکده تحقیقات به عنوان استاد مدعو پیوست و به‌طور مختصر دروس را تدریس کرد. دانشگاه گومل در حال حاضر تحقیق و توسعه خود را در فیزیک محافظت از پرتو، فیزیک ذرات، فیزیک پلاسما، و فیزیک محاسباتی (و همچنین ادغام مونت کارلو) متمرکز کرده است.